# Guillermo Saavedra
Guillermo Zacarías Saavedra Tapia (Rancagua, 5 novembre 1903 – 12 maggio 1957) è stato un calciatore cileno, di ruolo centrocampista.

## Carriera
In carriera, Saavedra giocò per la squadra cilena del Colo Colo.
Con la Nazionale cilena, Saavedra disputò il Campeonato Sudamericano de Football 1926, i Giochi olimpici 1928 e il Campionato mondiale di calcio 1930 in Uruguay.